# Китайський віск

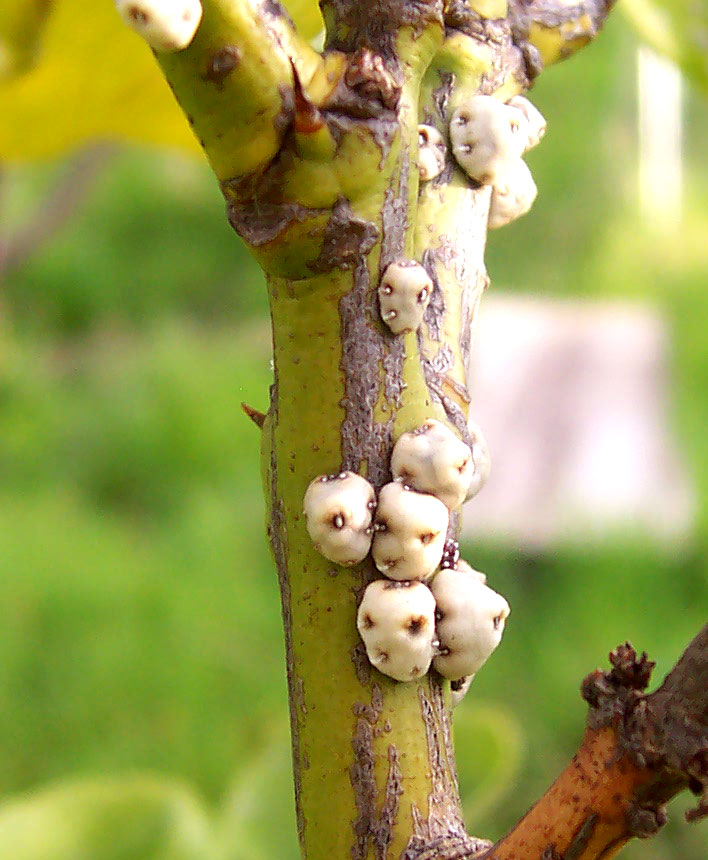
Китайські воскові червеці на дереві

Китайський віск — один із сортів воску тваринного походження, вироблюваний комахами Ericerus pela, що водяться на китайському ясені й інших рослинах.
Китайський віск жовтувато-білий, у зломі має кристалічно-волокнисту структуру; температура плавлення його 82оС. Він містить дуже мало вільних жирних кислот і складається головним чином з церотиново-церилового ефіру.
Застосовується для технічних потреб у різних галузях промисловості. Він нагадує спермацет.